# Kroekphon Arbram
Kroekphon Arbram (thailändisch เกริกพล อาบรัมย์, * 19. Mai 2003 in Buriram), auch als Few bekannt, ist ein thailändischer Fußballspieler.

## Karriere
Kroekphon Arbram erlernte das Fußballspielen in der Jugendmannschaft des Erstligisten BG Pathum United FC. Mitte Dezember 2021 wurde der Mittelfeldspieler an den Raj-Pracha FC ausgeliehen. Der Verein aus der Hauptstadt Bangkok spielte in der zweiten thailändischen Liga. Sein Zweitligadebüt gab Kroekphon Arbram am 3. April 2022 (30. Spieltag) im Heimspiel gegen den Sukhothai FC. Hier wurde er in der 87. Minute für Sattawas Leela eingewechselt. Sukhothai gewann das Spiel durch ein Tor des Niederländers Melvin de Leeuw mit 1:0. Für Raj-Pracha absolvierte er drei Zweitligaspiele. Am Ende der Saison musste er mit Raj-Pracha wieder in die dritte Liga absteigen. Nach dem Abstieg wurde er im Juni 2022 an den Drittligisten Pattaya Dolphins United ausgeliehen. Mit dem Klub aus Pattaya spielte er in der Eastern Region der Liga. Mit dem Verein wurde er am Ende der Saison Meister der Region. In den Aufstiegsspielen zur zweiten Liga konnte man sich jedoch nicht durchsetzen. Da dem MH Nakhonsi City FC die Zweitligalizenz verweigert wurde, stieg Pattaya als Gesamtvierter der dritten Liga in die zweite Liga auf. Nach der Saison verließ er den Verein und wechselte ebenfalls auf Leihbasis zum ebenfalls in die zweite Liga aufgestiegenen Chanthaburi FC. Für den Klub aus Chanthaburi bestritt er acht Ligaspiele. Im Januar 2024 lieh ihn der Drittligist BFB Pattaya City aus. Mit dem Verein aus dem Seebad Pattaya spielte er siebenmal in der Eastern Region der Liga. Nach der Ausleihe kehrte er im Sommer 2024 zu BG zurück. Hier wurde sein Vertrag jedoch nicht verlängert. Zu Beginn der Saison 2024/25 wechselte er im Juli 2024 zum Zweitligisten Phrae United FC. Nach einer Spielzeit, in der er vier Ligaspiele bestritt, wechselte er Ende Juli 2025 in die dritte Liga. Hier schloss er sich dem in der Central Region spielenden Angthong FC an.

## Erfolge
Pattaya Dolphins United
- Thai League 3 – East: 2022/23  ▲